# Éloge du sein des femmes
Éloge du sein des femmes, sous-titré Ouvrage curieux, est un ouvrage libertin de Claude-François-Xavier Mercier de Compiègne et paru en 1800. Il s'agit d'une compilation de textes variés faisant l'apologie de la dimension érotique d'une partie du corps féminin.

## Historique
Cette œuvre s'avère être une refonte de deux ouvrages antérieurs : Les Tétons, paru à Amsterdam, en 1720, et Éloge des tétons, paru en 1746 à Francfort. Rédigés tantôt en prose, tantôt en vers, ces ouvrages constituaient déjà des anthologies sur le sein des femmes.
L’Éloge du sein des femmes est donc une troisième version de ces textes, plus retravaillée, allégée mais enrichie.

## Éditions modernes
Mercier de Compiègne, Éloge du sein des femmes, Chiron, 2012, 160 p. (ISBN 978-2-7027-1398-3)
Mercier de Compiègne, Éloge du sein des femmes, La Bourdonnaye, 2014, 150 p. (ISBN 2824207655)